# Ушак (вилает)
Ушак (на турски: Uşak) е вилает в Западна Турция. Административен център на вилаета е едноименния град Ушак.
Вилает Ушак е с население от 342 269 жители (2012) и обща площ от 5341 кв. км. Разделен е на 6 общини.

## Население
Численост на населението според преброяванията през годините:
| Година | Численост |
| 1990   | 290 398   |
| 2000   | 322 313   |
| 2011   | 340 636   |